# Чень Шуйбянь
Чень Шуйбянь (кит. 陳水扁, піньїнь: Chén Shuǐbiǎn; нар. 12 жовтня 1950, Тайнань, Тайвань) — тайванський політик, з 20 травня 2000 по 20 травня 2008 Президент Республіки Китай та Голова Демократичної прогресивної партії. Наразі відбуває термін у в'язниці за звинуваченням у корупції.

## Життєпис
Мер Тайбею у 1994–1998.
З його приходом до влади у 2000 перервалося більш ніж півсторіччя правління Гоміндану на Тайвані. Обраний на другий термін у 2004.
У 2006 навколо Чень Шуйбяня і його сім'ї вибухнув скандал з переведенням у готівку підроблених чеків на авіаквитки та інші товари та послуги. У Тайбеї проходили багатотисячні і багатоденні демонстрації з вимогами відставки президента, однак Чень Шуйбянь не пішов зі своєї посади.
На початку 2008 партія Ченя програла парламентські вибори, після чого він пішов у відставку з поста керівника партії. 20 березня 2008 відбулися чергові президентські вибори, на яких перемогу здобув кандидат від Гоміньдану Ма Їнцзю.
11 листопада 2008 заарештований за звинуваченням у хабарництві та відмиванні грошей. Через деякий час відбувся суд, який визнав його винним за всіма пунктами звинувачення: розтрата державних коштів, відмивання грошей і отримання хабарів, і засудив до довічного ув'язнення. 11 червня 2010 тайванський суд замінив довічне ув'язнення 20 роками позбавлення волі. Чень Шуйбянь і його дружина у Шуйчжень засуджені до 20 років тюремного ув'язнення кожен і виплати штрафу в розмірі 250 млн і 200 млн нових тайванських доларів, відповідно. Чень Шуйбянь визнаний винним в отриманні хабарів, торгівлі посадовими постами й в інших злочинах. Його дружина також визнана винною в скоєнні цілої низки злочинів, в тому числі в отриманні хабарів, відмиванні грошей, торгівлі офіційними постами, дача неправдивих свідчень та інших.